# Shirley (manga)
Shirley är en manga av Kaoru Mori från 2003. Den handlar om en husa i sekelskiftets England.
Den översattes till svenska av Simon Lundström och kom ut på Bonnier Carlsen 2007. Läsriktningen är från höger till vänster, sidorna är ej spegelvända.